# Rhynchonereella gracilis
Rhynchonereella gracilis är en ringmaskart som beskrevs av Costa 1864. Rhynchonereella gracilis ingår i släktet Rhynchonereella och familjen Alciopidae. Arten har ej påträffats i Sverige. Inga underarter finns listade i Catalogue of Life.